# Dinamo City
Dinamo City er en albansk fodboldklub fra hovedstaden Tirana. Den blev grundlagt i 1950 og spiller i landets næstbedste fodboldrække, Kategoria e Parë. Klubbens hjemmebane er Selman Stërmasi stadion med plads til 12.900 mennesker.
Dinamo Tirana er et af de mest vindende albanske hold nogensinde, og det seneste mesterskab blev vundet i 2007-08.

## Titler
- Albaniens mesterskab: 17
  - 1950, 1951, 1952, 1953, 1955, 1956, 1960, 1967, 1973, 1975, 1976, 1977, 1980, 1986, 1990, 2002 og 2008
- Albaniens Cup: 13
  - 1950, 1951, 1952, 1953, 1954, 1960, 1971, 1974, 1978, 1982, 1989, 1990 og 2003